# Вакинское сельское поселение
Вакинское се́льское поселе́ние — муниципальное образование в Рыбновском районе Рязанской области Российской Федерации.
Административный центр — село Вакино.

## История
Вакинское сельское поселение образовано в 2006 году. В апреле 2014 г. к нему присоединено Федякинское сельское поселение.

## Население
| 2010 | 2012 | 2013 | 2014 | 2015 | 2016 | 2017 |
| ---- | ---- | ---- | ---- | ---- | ---- | ---- |
| 349  | ↘348 | ↗370 | ↗376 | ↗774 | ↘767 | →767 |
| 2018 | 2019 | 2020 | 2021 |      |      |      |
| ↗789 | ↘777 | ↗784 | ↘639 |      |      |      |

## Состав сельского поселения
| № | Населённый пункт | Тип населённого пункта       | Население |
| - | ---------------- | ---------------------------- | --------- |
| 1 | Вакино           | село, административный центр | ↘256      |
| 2 | Ивашково         | село                         | 93        |
| 3 | Раменки          | деревня                      | ↘51       |
| 4 | Федякино         | село                         | ↘377      |
| 5 | Чешуево          | село                         | ↘2        |